# Bitwa pod Ruspiną
Bitwa pod Ruspiną – starcie zbrojne, które miało miejsce w roku 46 p.n.e. w czasie kampanii Cezara w Afryce.
W grudniu roku 47 p.n.e. Cezar na czele zaledwie 3000 żołnierzy piechoty oraz 150 jazdy przeprawił się do Afryki, gdzie koalicję przeciwko popularom organizował Sekstus Pompejusz – syn Pompejusza Wielkiego. W okolicy miejscowości Leptis, oddalonej 27 kilometrów na południowy wschód od Hadrumentum, siły Cezara wzrosły do 8000 ludzi, natomiast na początku roku 46 p.n.e. po przybyciu kolejnej grupy wojsk armia Cezara liczyła 12 000 ludzi.
W trakcie marszu armii na terytorium przeciwnika, cezarianie dostrzegli pod miejscowością Ruspina straż przednią wojsk Tytusa Labienusa. Siły pompejańczyków liczyły 12 000 Numidyjczyków, 1600 Galów i Germanów oraz około 1000 łuczników i procarzy. Dalej za nimi znajdowało się 6000 żołnierzy piechoty i 1600 jazdy pod wodzą Petrejusza oraz oddziały wojsk posiłkowych. Po tym jak Cezar zajął pozycje obronne pod Ruspiną, wojska Labienusa rozpoczęły atak, okrążając cezarian. Ci próbując wydostać się z okrążenia uderzyli całymi siłami z obu okrążonych flanek przerywając linie pompejańczyków. Wykorzystując ten sukces Cezar uderzył wówczas na przeciwnika odcinając i otaczając dwie kolumny jego wojsk. Wkrótce potem na placu boju pojawił się Petrejusz ze swoimi siłami, które uderzyły na odnoszące sukces wojska Cezara. Atak okazał się skuteczny i zmusił cezarian do ucieczki. Cezar wraz z pobitą armią wycofał się do obozu wojskowego, gdzie przez kolejne dwa miesiące toczył walki pozycyjne z armią pompejańczyków.